# 施马尔费尔德
施马尔费尔德是德国石勒苏益格－荷尔斯泰因州的一个市镇。总面积19.33平方公里，总人口1897人，其中男性977人，女性920人（2011年12月31日），人口密度98人/平方公里。